# إيمانويل ثابيسو نكيتو
إيمانويل ثابيسو نكيتو (بالإنجليزية: Emanuel Thabiso Nketu)‏ (مواليد 25 يناير 1980) هو ملاكم من ليسوتو، مثّل بلاده في الألعاب الأولمبية الصيفية 2008.

## روابط خارجية
إيمانويل ثابيسو نكيتو على موقع أوليمبيديا (الإنجليزية)
- إيمانويل ثابيسو نكيتو على موقع دورة ألعاب الكومنولث 2006 (مؤرشف) (الإنجليزية)